# Tuesday Night Music Club
Tuesday Night Music Club is Sheryl Crow's debuutalbum uit 1993.

## Achtergrondinformatie
In 1993 kwam er elke dinsdagavond een groep muzikanten samen in Los Angeles om samen te jammen. Een van hen was sessiezangeres Sheryl Crow. Zij had een solo-album opgenomen voor A&M, maar dit was in onderling overleg nooit uitgebracht. Samen met producer Bill Bottrell werden songs uit de jam-sessies aangevuld met wat solo-composities op het album Tuesday Night Music Club.
Ondanks de lovende kritieken brak het album (en de zangeres) niet echt door naar het grote publiek. Songs als Leaving Las Vegas en Run, Baby, Run strandden in de onderste regionen van de hitlijsten. Als laatste single werd in het voorjaar van 1994 de single All I Wanna Do uitgebracht, een nummer waarover Crow had getwijfeld of het niet te oppervlakkig en frivool was voor het serieuze album. Het nummer werd een wereldhit en het album verkocht uiteindelijk bijna 10 miljoen exemplaren. In 1995 ontving Crow er drie Grammy-awards voor, waaronder die voor 'Record of the Year'.
Crow werd een superster en na het succes van All I Wanna Do werden ook de singles Strong Enough en Run, Baby, Run alsnog internationale hits.

## Tracklist
1. Run, Baby, Run
2. Leaving Las Vegas
3. Strong Enough
4. Can't Cry Anymore
5. Solidify
6. The Na-Na Song
7. No One Said It Would Be Easy
8. What I Can Do For You
9. All I Wanna Do
10. We Do What We Can
11. I Shall Believe